# Závíja
Závíja je město na severozápadě Libye na břehu Středozemního moře. Je vzdáleno přibližně čtyřicet kilometrů na západ od Tripolisu, hlavního města země. Má přibližně dvě stě tisíc obyvatel a je pátým největším libyjským městem po Tripolisu, Benghází, Misurátě a Bajdá.
V roce 1988 byla ve městě založena univerzita.
Během občanské války v Libyi se Závíja stala místem tuhých bojů mezi armádou a povstalci, neboť se nachází na významné spojnici mezi hlavní městem Tripolis a tuniskou hranicí.